# 최상의 명의
《최상의 명의》(最上の命医)는 〈주간 소년 선데이〉(쇼가쿠간)에 연재된 하시구치 타카시의 만화 작품이다. 취재·원작은 후미 겐조이며, 의료 감수는 이와나카 아쓰시이다.
2008년 1호에서 2010년 13호까지를 제1부 「최상의 목숨 의사 "이며 2010년 18호부터 2014년 22 · 23 합병호는 세계관은 동일하지만 주인공을 바꾼 제 2 부" 최상의 명나라 의사 - 더 킹 오브 니트 ~ "가 연재되었다.
2011년 1월 10일부터 3월 14일까지 제1부 '최고의 생명의」가 TV 도쿄계 드라마 된 방송되었다.
2016년 2월과 2017년 8월에는 같은 텔레비전 도쿄 계에서 스페셜 드라마가 방송되었다.

## 개요
오늘날 일본에서는 소아과 의사의 어려움 때문에 의사 의 부족이 점점 더 분명 해지고 있다. 여 주인공 사이 조 (Saijo) 여사는 현대 일본 천재 외과 의사로서 위의 문제를 해결하기 위해 미국에서 배우기 위해일본으로 돌아 왔다. 소아과 수술 개혁의 지표로서 다른 사람들에게 영향을 주고, 다른 사람들의 신뢰를 얻고, 다른 사람들이 소아과 수술에 관심을 갖게 하는 데 자신의 탁월한 의료 기술을 사용하라.
이 이야기의 의료 방법은 다양한 실제 세계의 고도로 숙련 된 의사를 기반으로 한다. 따라서 이 이야기에서 삶의 외견 상 과장된 조작은 실제로 실제 의사가 수행한다.

## 소개
주인공 사이조(Saijo)는 어린 시절에 신도(Shinto)가 호위 한 영화를 보고 의사를 만나기 시작했다. 친구와 어느 날, 그는 바다 낚시, 심낭 압전으로 인한 충돌에서 친구가 전화의지도 아래 신도 진료 의사의 응급 처치를 통해 필요 사이조는 사이조 소위 가르치고, 그의 친구를 저장 "무한 나무를." 즉, "이 사람을 구하면 더 많은 사람들을 구하는 것과 같다." 신토는 이것이 그가 의사가 된 이유라고 말했다. 오늘날이 이론을 실현하기 위해 십이지년이 지난 지금 사이 조는 무한한 나무 형태를 키우는 태양이되기까지하고 Pingsheng 중앙 병원에 왔다.

## 무대
이 이야기의 주요 무대는 Pingsheng Central Hospital으로 구급차에 의해 습격당한 병원의 이름이다. 이 병원은 1년 전 소아과 수술을하는 동안 인공 심장 - 폐 장치에 문제가 있었지만 너무 늦게 발견되어 소아 수술의 수술 및 해부에 실패했다. 이제 나는 소아과 수술을 재구성하고 새로운 재능을 발견하기 위해이 병원에 올 것이다.
2008년 3월 4일에 "Pingcheng Hospital"이 쓰였지만, 같은 해에 5번 Pingheng Central Hospital로 바뀌었다.

## 용어
무한의 나무 모양 그림
"아이의 생명을 구할 수 많은 미래를 구할 것"을 의미한다.

## 비고
2009년 14호 표지는 50주년 기획으로 창간호 당시의 표지를 재현 한 레이아웃 당시 눈 연재였다 데즈카 오사무 의 스릴 박사의 일러스트가 실려 있던 위치에 제1부의 등장 인물을 테즈카 바람의 그림으로 그린 것이 실렸다.